# Фино, Жюль
Жюль Фино (27 апреля 1842 — 16 мая 1908) — французский историк и архивист.
9 января 1865 года получил степень доктора права от Национальной школы Хартий, после чего работал главным архивариусом сначала в департаменте Юра, затем в Верхней Соне (с 1876 года), с 1894 года — в Норде. Его главным научном интересом была история Фландрии, преимущественно история торговых связей региона с Испанией, Францией, Генуей. Фино была проделана большая работа в систематизации и библиографическом упорядочивании архивов Лилля.
Главные работы: «Origines de la gabelle» (1866); «Recherches sur les incursions des Grandes Compagnies dans les deux Bourgognes» (1872); «Le Géographe Junior et sa description du monde romain» (1875); «Les procès de sorcellerie jugés en baillage d’Amont» (1875); «La mainmorte dans le baillage d’Amont» (1881); «Les seigneurs de Faucoyney vicomtes de Vésoul» (1886); «Un complice de Ravaillac arrêté à Bruxelles» (1886).